# Rotrudis Tuppinger
Rotrudis Tuppinger SSpS (* 12. Mai 1907 in Pleschberg, Gemeinde Rennweg am Katschberg, Kärnten; † 6. Februar 1944 in der Bismarcksee) war eine österreichische Steyler Missionsschwester und Märtyrin.

## Leben
Elisabeth Tuppinger, drittes von 13 Kindern eines Landwirts, arbeitete nach der Schulzeit bei ihren Eltern. Am 31. Oktober 1927 trat sie im Alter von 20 Jahren in Stockerau in das Kloster St. Koloman der Steyler Missionsschwestern ein. Sie begann am 6. Juli 1928 das Noviziat unter dem Ordensnamen Rotrudis (nach Rotrud, Tochter Karls des Großen). Am 6. Juli 1930 legte sie ihre Zeitlichen Gelübde ab und wurde Köchin im Steyler Haus bei der Wiener Dreifaltigkeitskirche. 
Am 29. August 1932 reiste sie nach Alexishafen in die Papua-Neuguinea-Mission, wo sie am 6. Juni 1936 ihre Ewigen Gelübde ablegte. Sie wirkte als Köchin in Mugil (Madang Province) und in der Hauptstation St. Michael in Alexishafen.
Nach der Besetzung Neuguineas durch die japanischen Invasionstruppen 1942 wurde sie zusammen mit Bischof Franziskus Wolf und zahlreichen Mitbrüdern und Missionsschwestern in einem Sammellager auf Manam interniert, wo sie an Unterernährung litten und an Malaria erkrankten. Am 5. Februar gingen sie unter Protest auf das japanische Transportschiff Yorishime Maru, das am 6. Februar nachts von der amerikanischen Luftwaffe angegriffen wurde. Es starben 46 Menschen, darunter Rotrudis Tuppinger. Eine Gedenkstätte befindet sich in Alexishafen.

## Gedenken
Die Römisch-katholische Kirche in Deutschland hat Schwester Rotrudis Tuppinger als Märtyrin in das deutsche Martyrologium des 20. Jahrhunderts aufgenommen.